# Gardena (Californië)
Gardena is een plaats (city) in de Amerikaanse staat Californië, en valt bestuurlijk gezien onder Los Angeles County.

## Demografie
Bij de volkstelling in 2000 werd het aantal inwoners vastgesteld op 57.746.
In 2006 is het aantal inwoners door het United States Census Bureau geschat op 59.733, een stijging van 1987 (3,4%).

## Geografie
Volgens het United States Census Bureau beslaat de plaats een oppervlakte van
15,1 km², geheel bestaande uit land.

## Plaatsen in de nabije omgeving
De onderstaande figuur toont nabijgelegen plaatsen in een straal van 8 km rond Gardena.

## Geboren
- Patti Yasutake (1953-2024), actrice
- Lisa Leslie (1972), basketbalster

## Stedenband[3]
- Huatabampo (Mexico)
- Rosarito Beach (Mexico)